# Compass Cargo Airlines

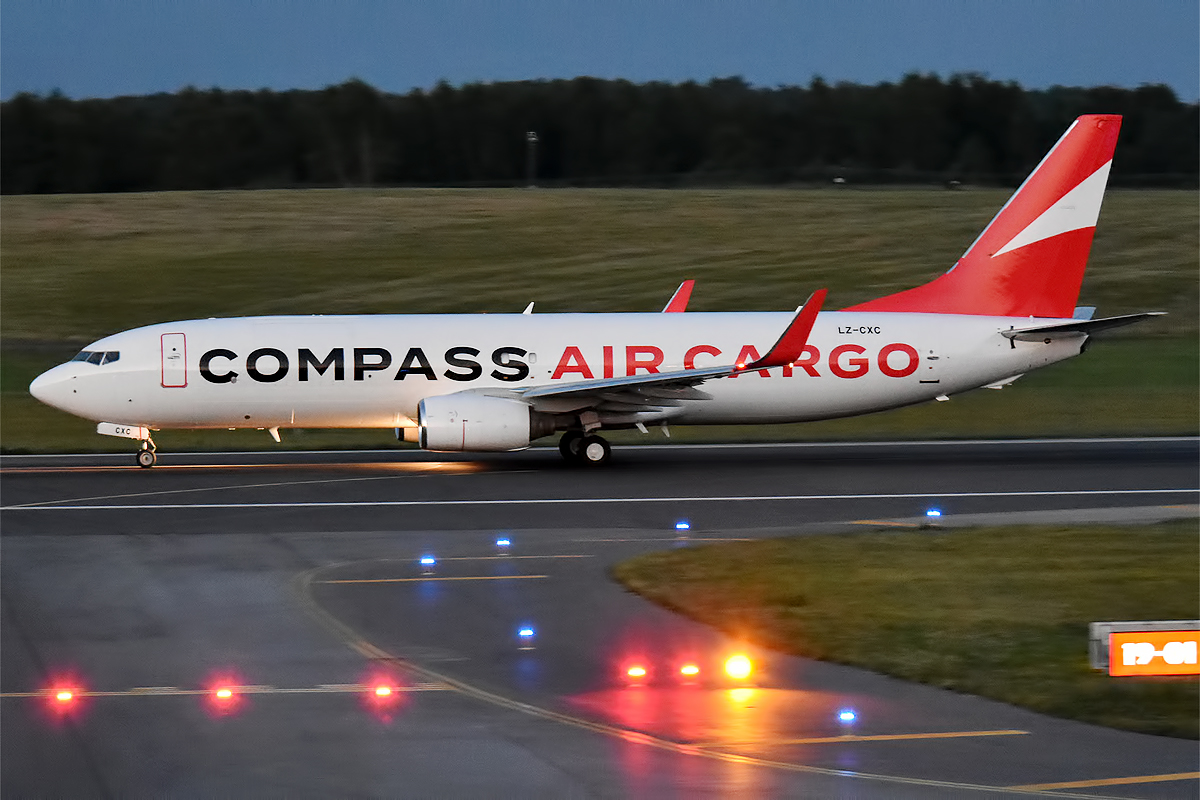
Boeing 737-800 авіакомпанії Compass Cargo Airlines у Вільнюському аеропорту, Литва, 2022 рік.

Compass Cargo Airlines (також відома як Compass Air Cargo ) — болгарська вантажна авіакомпанія. Заснована у 2021 році. Компанія експлуатує чотири Boeing 737-800SF та три Boeing 747-400F .

## Флот
Флот Compass Cargo Airlines включає такі літаки (станом на  січень 2025): 
| Літак              | В експлуатації | Замовлено | Примітки |
| ------------------ | -------------- | --------- | -------- |
| Boeing 737-800/BCF | 4              | 1         |          |
| Boeing 747-400F    | 1              | —         |          |
| Boeing 747-400ERF  | 2              | —         |          |
| Всього             | 7              | 1         |          |